# 小菅直人
小菅 直人（こすげ なおと、1982年3月5日 - ）は、新潟県柏崎市出身のプロバスケットボール選手である。新潟アルビレックスBBと琉球ゴールデンキングスに所属していた。ポジションはシューティングガード。187cm、80kg。

## 来歴

### 小学校～高校
9歳の時にバスケットボールを始める。
中学校は柏崎市立東中学校に進学。
高校は柏崎工業高校に進学。当時の新潟には全国的にも強豪の新潟商業があった為、全国大会(インターハイ・国体・ウィンターカップ)には無縁の3年間を過ごす。この頃は、まだ全国的には全くの無名選手だった。

### 大学時代
それでも大学は関西で強豪の近畿大学から声をかけられ進学。。この大学4年間で大きく飛躍し、全国に知られる存在となる。
1年生の時からレギュラーを勝ち取る。
2002年のインカレではベスト16に進出。ベスト8進出を賭けた3回戦では、青木康平や波多野和也、中川和之らを擁する優勝候補の専修大学と対戦。小菅はこの試合、エースとして奮闘し残り1分までリードするも、リバウンド争いの際に専修大学の長澤の足の上に着地してしまい捻挫、そのままベンチへ。エースを欠いた近畿大学は逆転され72vs74で敗北する。(専修大学はこの大会優勝。青木康平は大会MVPを獲得)
西日本学生で準優勝に貢献。

### プロデビュー
卒業後の2004年、新潟アルビレックスBBのトライアウトを受験。見事合格し、入団。
翌2005年、bjリーグ発足に伴い、プロテクトとなり引き続き新潟でプレー。
2007年のオールスターゲームでは大会MVPを見事に日本人で初めて受賞した。
2010年、6年間所属した新潟アルビレックスBBから琉球ゴールデンキングスに移籍した。2011年3月に月間MVPを受賞。
2012年、入団2年目でbjリーグ制覇。日本人エースとして活躍。2013-14シーズン、2015-16シーズンもbjリーグ優勝に貢献した。

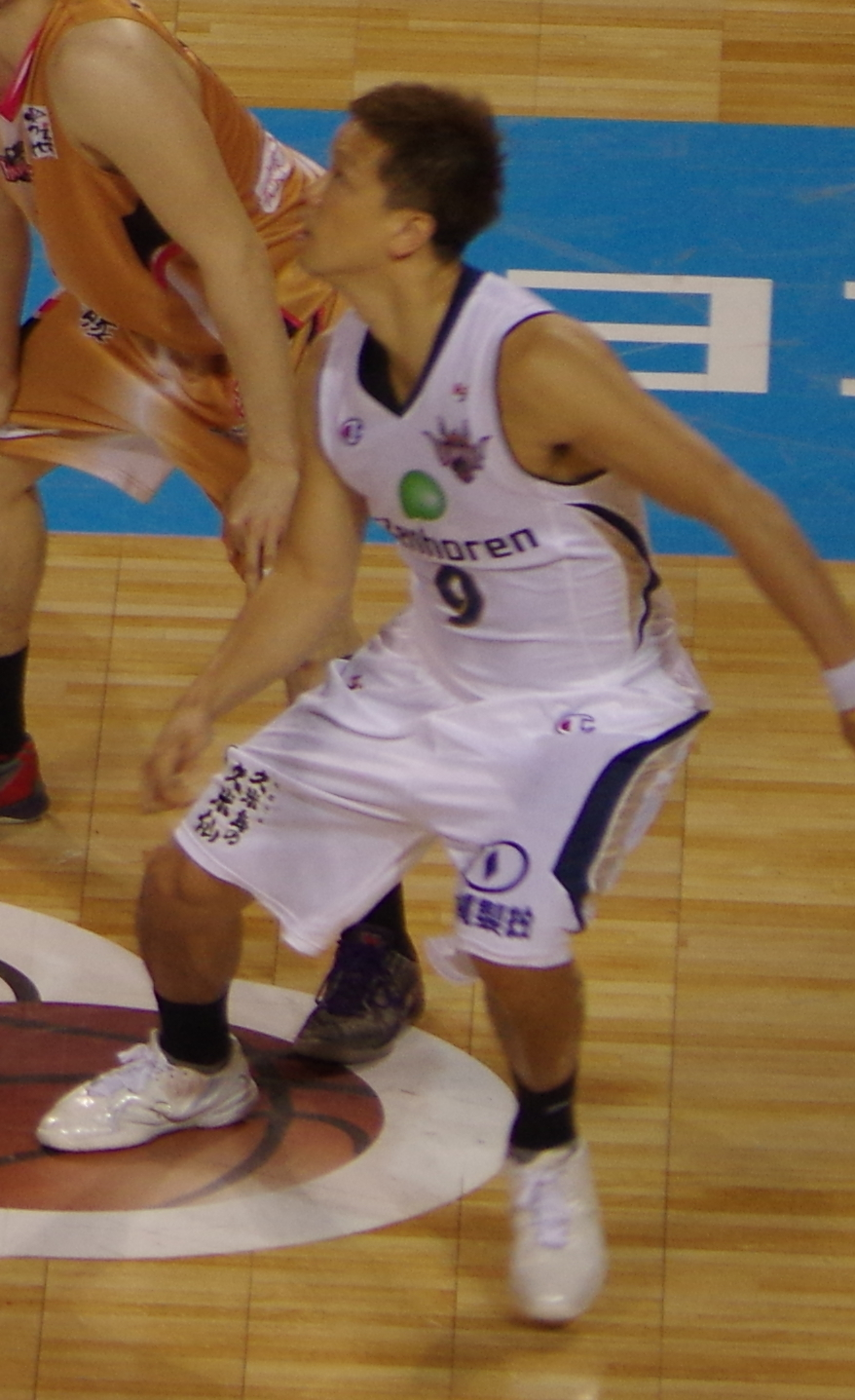
bjファイナルの小菅

2015-16シーズンをもって現役を引退。